# Maria Ressa
Maria Angelita Ressa, född 2 oktober 1963 i Manila i Filippinerna, är en filippinsk journalist och författare som är redaktör för webbtidningen Rappler. 2021 tilldelades hon Nobels fredspris tillsammans med Dmitrij Muratov.

## Biografi
Maria Ressas far dog när hon var ett år. Modern flyttade till USA och lämnade barnet hos släktingar i Manila. När hon var nio år flyttade hon till sin mor och styvfar som bodde i Toms River i New Jersey. Ressa avlade gymnasieexamen 1982 och fortsatte studera biologi och engelska vid Princeton University. Efter en
kandidatexamen reste hon tillbaka till Filippinerna och avlade en Master of Arts i journalistik vid University of the Philippines Diliman i Quezon City.

### Journalistik
År 1986 inträffade den så kallade People Power-revolutionen i Filippinerna, varvid Ferdinand Marcos störtades och tryckfrihet infördes. Cecilia Cheche Lazaro och Ressa grundade nyhetskanalen Probe Profiles och några år senare webbtidningen Rappler. År 1987 började Ressa arbeta på det filippinska nyhetsprogrammet PTV-4 och året därpå blev hon chef för CNN:s filippinska kontor i Manila. År 1995 blev Ressa kontorschef för CNN i Jakarta. Hon bevakade upploppen i Indonesien 1998, krisen i Östtimor 1999, med flera indonesiska upplopp och blev Asiens mest kända grävande journalist.

### Kamp förpressfrihet
År 2012 startades nyhetssajten Rappler, som använder nätet och sociala medier för att förnya journalistikens innehåll och distribution. Ressa hade intervjuat Rodrigo Duterte då han var borgmästare i Davao och även inför presidentvalet i Filippinerna 2016. Hon var mycket kritisk till regimens ”krig mot drogerna” där tiotusentals människor dödades utan rättegång. Rappler och dess chefredaktör Ressa utsattes för hot- och hatdrev och påhittade brott. Journalister utmålades som ”nationens fiender”.
I oktober antog den filippinska kongressen Lagen om Cyberförtal. Högsta domstolen bedömde att lagen inte var konstitutionell och utfärdade ett föreläggande med krav att revidera lagförslaget. År 2016 blev Rodrigo Dutarte president och förslaget blev lag. Presidenten beskylde Rappler för skattebrott och spridande av fejknyheter. Skattebrott kunde inte styrkas, men Ressa dömdes i juni 2019 för cyberförtal enligt en lag som instiftades 2012 och riskerar sex års fängelse.
| ”                        | Vår generations kamp kommer att vara en kamp för sanningen. | „ |
| – Maria Ressa, juni 2019 |                                                             |   |

## Priser och utmärkelser
- 2010 – Esquire för Seeds of Terror.[18]
- 2015 – PMPC Star Awards for Television för såpoperan Bridges of Love.[19]
- 2017 – National Democratic Institute for International Affairs för ansvarskänsla och transparens.[20]
- 2018 – Knight International Journalism Award[21]
- 2020 – Tucholskypriset för hennes motstånd när det fria ordet inskränkts. För hennes mod att möta hot, hat och trakasserier.[22]
- 2021 – Nobels fredspris[12]

## Originalcitat
1. ↑  The battle for this generation will be the battle for truth